# Mesoleptus propugnator
Mesoleptus propugnator là một loài tò vò trong họ Ichneumonidae.